# Левицька Світлана Олексіївна
Леви́цька Світла́на Олексі́ївна (*5 грудня 1960) — доктор наук за спеціальністю «облік та аудит», професор, Проректор НУВГП.

## Біографія
Левицька Світлана Олексіївна Народилася 5 грудня 1960 року в смт. Цумань Ківерцівський район Волинська область.

## Наукова діяльність
У 1983 році закінчила Український інститут інженерів водного господарства за спеціальністю «Економіка і організація водного господарства». До 1996 року працювала економістом на Рівненському заводі високовольтної апаратури, бухгалтером — на ВО «Газотрон» (м. Рівне).
З вересня 1993 року по лютий 1996 року — старший викладач кафедри бухгалтерського обліку та аналізу (за сумісництвом) Національного університету водного господарства та природокористування, з березня 1996 року по жовтень 2000 року — працювала на посаді старшого викладача кафедри обліку та аудиту, з листопада 2000 року по вересень 2006 року — доцент цієї ж кафедри, з вересня 2006 року по лютий 2010 р.- професор кафедри обліку та аудиту.
Протягом 2003–2010 р.р. — декан факультету економіки і підприємництва Національного університету водного господарства та природокористування.
З лютого 2010 р. про червень 2012 р. — зав. кафедри прикладної економіки та бухгалтерського обліку Національного університету «Острозька академія».
В 2000 році захистила кандидатську дисертацію. Доктор економічних наук з 2006 року, професор — з 2007 року. Підготувала п'ять кандидатів економічних наук.
Член Методологічної ради з бухгалтерського обліку при Міністерстві фінансів України протягом 2006–2007 р.р., експерт ВАК України з 2007 р. по 2010 р., член двох спеціалізованих рад (в ДВНЗ «Київський національний економічний університет ім. Вадима Гетьмана» та Національному університеті водного господарства та природокористування).
Автор 180 праць, в тому числі трьох монографій по темі докторської дисертації, співавтор 4 посібників, автор 2-х посібників та двох підручників з бухгалтерського обліку та звітності з грифами Міністерства освіти і науки, молоді та спорту України («Бухгалтерський облік в галузях», «Організація бухгалтерського обліку», «Звітність підприємств», «Облік і звітність в оподаткуванні»).
Сертифікований аудитор. Депутат Рівненської обласної ради, голова постійної комісії обласної ради з питань освіти, науки, культури та духовності.
Наукові інтереси: проблеми організації облікової системи підприємницької та непідприємницької діяльності, гармонізація принципів бухгалтерського та податкового обліку, стандартизація документаційних процесів з урахуванням реформування національної економіки тощо.

## Нагороди
Нагороджена Почесною Грамотою Головної державної податкової служби України, Грамотою Міністерства освіти і науки України, Знаком «Почесний працівник Державного комітету України по водному господарству».